# Charadra franclemonti
Charadra franclemonti là một loài bướm đêm thuộc họ Noctuidae. Nó được tìm thấy ở miền trung Arizona (Coconino Co.) southward to at least Durango in México.
Chiều dài cánh trước là 18 mm đối với con đực và 19 mm đối với con cái. Con trưởng thành bay từ giữa tháng 7 into tháng 8.
Ấu trùng ăn Quercus gambelii.